# Port lotniczy Orał Ak Żoł
Port lotniczy Orał Ak Żoł (IATA: URA, ICAO: UARR) – port lotniczy położony w Uralsku, w Kazachstanie.

## Linie lotnicze i połączenia
| Linia Lotnicza  | Kierunek                                          |
| --------------- | ------------------------------------------------- |
| Air Astana      | 1. Ałmaty 2. Astana 3. Frankfurt                  |
| Air Cairo       | Sezonowo: 1. Szarm el-Szejk                       |
| FlyArystan      | 1. Ałmaty 2. Aktau 3. Astana 4. Atyrau 5. Dubaj   |
| Qazaq Air       | 1. Aktobe 2. Astrachań 3. Atyrau                  |
| S7 Airlines     | 1. Moskwa-Domodiedowo                             |
| SCAT Airlines   | 1. Aktau 2. Atyrau 3. Ras al-Chajma 4. Turkiestan |
| Sunday Airlines | Sezonowe czartery: 1. Szarm el-Szejk              |